# Nossa Senhora do Livramento
Nossa Senhora do Livramento est une municipalité brésilienne située dans l'État du Mato Grosso.